# Candide Amantini
 (août 2018).
Si vous disposez d'ouvrages ou d'articles de référence ou si vous connaissez des sites web de qualité traitant du thème abordé ici, merci de compléter l'article en donnant les références utiles à sa vérifiabilité et en les liant à la section « Notes et références ».
Candido Amantini, au siècle Eraldo Ulisse Amantini (né à Bagnolo le 31 janvier 1914 à Bagnolo frazione di Santa Fiora - mort le 22 septembre 1992 à Rome), était un prêtre italien de l'Église catholique, religieux passioniste, qui fut un célèbre exorciste du diocèse de Rome. Son rayonnement toucha bien des exorcistes dans le monde entier. La cause pour sa béatification est en cours.

## Biographie

### Début de vie religieuse
Le 26 octobre 1926, à l'âge de douze ans, Eraldo Amantini entre au noviciat passioniste de Nettuno. Il est transféré quatre ans plus tard à la Maison-mère de la congrégation, installée sur le Monte Argentario. Le 23 octobre 1929 il fait sa Prise d'Habit et prend le nom de Candido de l'Immaculée. Après avoir complété ses études de théologie et de philosophie à l'université pontificale Saint-Thomas-d'Aquin à Rome, il est ordonné prêtre le 13 mars 1937.
En 1941, il approfondit des études sur les langues grecque, latine et hébraïque à l'Institut biblique pontifical. Candido devient par la suite professeur d'Écriture sainte et de théologie morale et fut l'auteur d'un livre intitulé : Le mystère de Marie, consacré à la spiritualité mariale. De 1947 à 1960, il est chapelain à la basilique Santi Giovanni e Paolo, église-mère de l'ordre passioniste. 

### Ministère d'exorciste

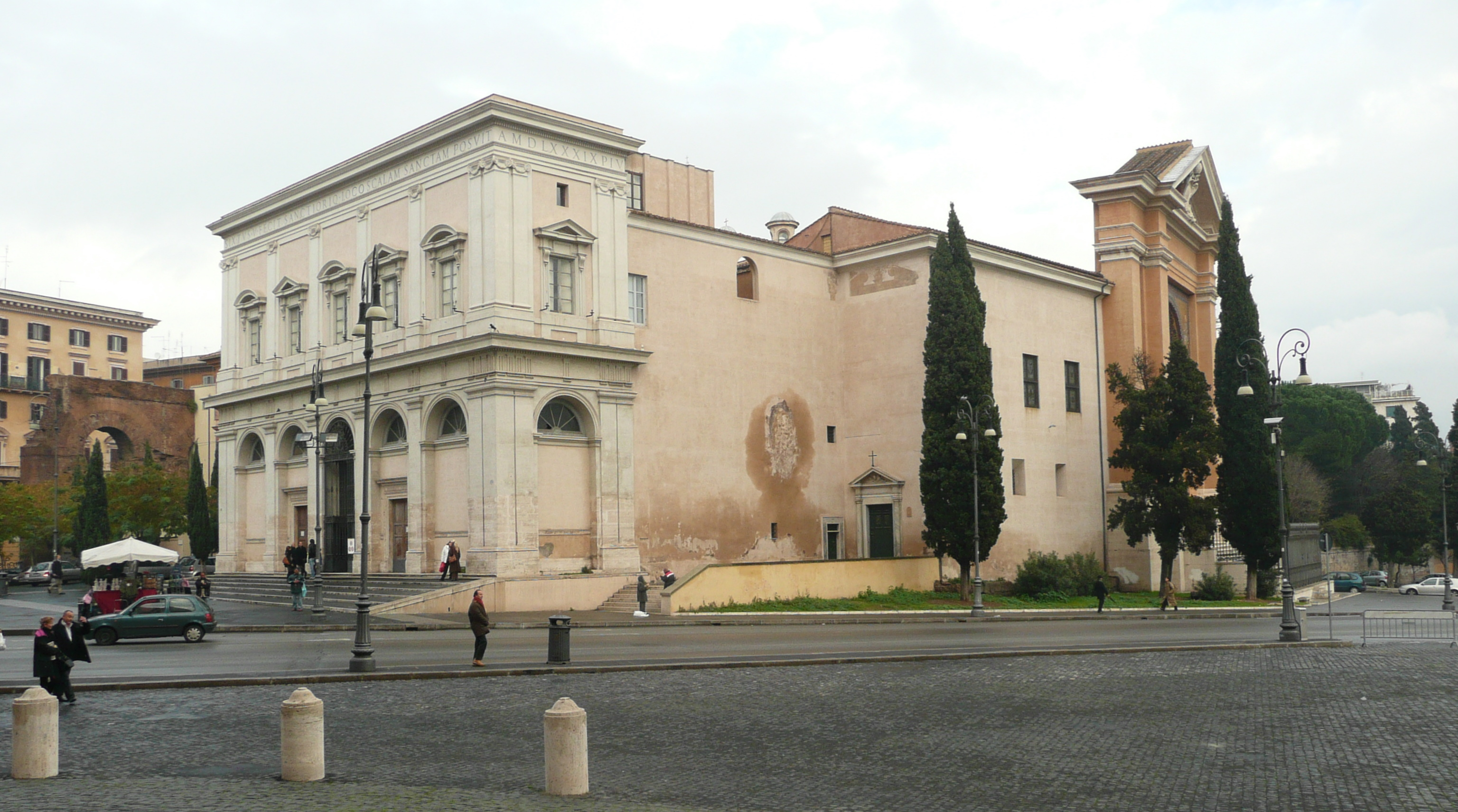
Complexe de la Scala Santa.

Candido Amantini commence son ministère d'exorciste dans le diocèse d'Arezzo. En 1961, il est nommé exorciste pour le diocèse de Rome et la Cité du Vatican, exerçant son activité au sanctuaire de la Scala Santa, l'escalier saint du prétoire de Pilate qui aurait été descendu par le Christ lors de sa Passion. Celui-ci fut transporté à Rome, où on éleva un sanctuaire qui conserve des reliques de la Passion (et qui a donc un lien avec les Passionistes).
Reconnu pour ses qualités humaines et spirituelles, saint Padre Pio qui le connaissait, disait qu'il était « vraiment un prêtre selon le Cœur de Dieu ». Et encore, aux fidèles qui se pressaient à San Giovanni Rotondo : « Vous venez de Rome ? Qu'est-ce que vous venez faire chez moi ?! À la Scala Santa vous avez un saint ! Allez à lui ! ».
Candido Amantini s’adonna durant trente-six ans à son apostolat auprès des personnes dont la vie était gangrenée par le mal. Il recevait entre 60 et 80 personnes chaque jour. Il aurait été doté de dons particuliers, notamment de lire dans les cœurs et de percevoir si une personne n'avait besoin de rien, si elle avait besoin d'un médecin ou d'un exorcisme. Le père Gabriele Amorth devint son disciple et son successeur après sa mort. Atteint d'une douloureuse maladie, le père Candido se rendit en pèlerinage à Lourdes et acceptant la maladie, il continua son apostolat jusqu'au jour de sa mort. Il mourut le jour de la fête de son saint patron, saint Candide.

## Béatification et canonisation
Face à la réputation de sainteté dont jouit le P. Candido Amantini depuis sa mort, le diocèse de Rome a ouvert la cause pour sa béatification et canonisation lors d'une cérémonie officielle le 13 juillet 2012.
 Le postulateur de la cause est le Dr. Paolo Vilotta ; la demande est appuyée d'une étude préliminaire par officiae sanctae sedis du Saint-Siège relative à 57 cas d'exorcismes présentés (2 ont été retenus par le Pr. Wladimir Di Giorgio, consulteur honoraire), et la province passioniste romaine.
Enterré dans le cimetère de Verano à Rome, le corps du P. Amantini a été exhumé le 21 mars 2012 pour être exposé à la vénération des fidèles dans la chapelle de la Croix, située à l'intérieur du sanctuaire de la Scala Santa.